# Волоське право
Волоське право — звичаєве право, що містило низку норм, які регламентували правовідносини сільського населення в галузі місцевого самоврядування, цивільного та кримінального права, судочинства, оподаткування та виконання повинностей застосовувалися упродовж XIII—XVIII ст. переважно у гірських селах з домінуючим скотарським господарством. Поширилося в XIV—XV столітті на західно-українських землях. Першими носіями волоського права були Драго-Саси — волоські переселенці (українці і волохи з Угорського королівства), які колонізували Карпатський регіон. Драго-Саси, знані і описані у Костянтина Багрянородного як угро-влахи і русо-влахи розвинули волоське право від звичаєвого до повноцінної і передової для свого часу слов'янської (проукраїнської) правової системи на якій успішно розвивались середньовічні держави — Молдавське князівство, Валахія, Трансільванія. Саме волоське право послужило правовою основою колонізації Карпат українцями (слов'янами). Волоське право в українському практичному застосуванні протягом століть може розглядатись як своєрідний синтез візантійської і німецької правових систем. Саме на землях, де існувало волоське право українська державність проіснувала найдовше у часовому вимірі (М.Дністрянський).

## Історія
Волоське право отримало значне поширення на території руських (українських) земель. Такі поселення були в підніжжях Карпат та на їхніх схилах, переважно в межах гірських комітатів Угорського Королівства та Руського воєводства Польщі (згодом — Речі Посполитої) і рідше на низинах. Волоські поселення були розміщені також, як зазначає П. Домбковський, «в землях Сяноцькій, Самбірській, Перемишльській, Жидачівській, Львівській, Галицькій», які входили до складу Руського воєводства, і навіть в «повіті Луцькому воєводства Волинського» [8, с. 1]. Наприклад, у Сяноцькій землі станом на 1650 р. нараховувалось 158 поселень, заснованих на волоському праві. У Самбірській волості, яка у XIV ст. входила до складу Перемишльської землі, у цей період налічувалось близько 152 таких поселення. Подібна ситуація, ймовірно, була на території інших руських (українських) земель карпатського регіону. Разом з цим, питання про час появи носіїв волоського права на руських (українських) землях та їхній вплив на слов'янське населення залишається предметом численних дискусій.
Заснування сіл на волоському праві, або ж їх переведення на це право, у різних західноукраїнських землях відбувалось в різні періоди. Зокрема, перша згадка про волохів та волоське право на території Сяноцької землі датується 1340 р., а у Самбірській волості — 1377 роком. Щодо колишнього Белзького воєводства, то тут фігурує документ, виданий мазовецьким князем Земовитом IV 1422 р., яким надавалося на волоському праві князство у Любичу.
Заснування поселень на волоському праві відбувалося шляхом осадництва (надання права на заснування села у незаселених землях) та шляхом переведення вже існуючого села на це право. Осадництво відбувалось у двох формах. До XVI ст. переважно застосовували форму військового осадництва, метою якого було заселення обширних пусток, на яких можна було заснувати декілька сіл. Починаючи з XV по XVI ст., застосовували пізнішу форму осадництва, в якій на першому місці стояв економічний інтерес; суб'єктом надання при цьому виступав «кнез», об'єктом — окреме село, а також невелика земельна ділянка з пов'язаними із нею привілеями. Відомі випадки, коли за надання грамоти про право заснування або про переведення села на волоське право сплачували певну суму.
Згодом волоське право поширилося також і на громади, які не були ні волоськими етнічно, ні пастушачими за родом занять. Відомо, наприклад, про масовий перехід з руського права на волоське (і німецьке) в Галичині після її входження до складу Польського королівства (в XIV столітті). У XVI і XVII століттях слов'янські пастуші групи (такі, як гуралі) осіли на умовах волоського права в північній частині Угорського королівства.
У XVIII—XIX століттях мало місце зниження ролі тваринництва, ліквідація сервітутів (права селян випасати худобу на угіддях феодалів), вилучення гірських пасовищ під лісопосадки для потреб промисловості і будівництва. Багато пастуших громад перейшли до осілого способу життя, обробки землі і злилися з селянським населенням. Разом із занепадом відгонного тваринництва зникла і система волоського права.

## Управління

#### Кнез
Кнез, це спадковий титул голови волоської громади, дрібна шляхта. Виконували повноваження сільських старост та суддів. У королівських грамотах, якими князство передавалось у спадкове володіння, передбачався обов'язок військової служби, а крім землі, могли надаватись привілеї щодо підношень та відробітків по кілька днів на рік у час польових робіт, що здійснювались підпорядкованими селянами. Кнез також міг отримати право на заснування млина, корчми, отримання третьої частини чиншів, данин і судових доходів. Наявність «кнеза», як голови сільської адміністрації, була особливістю сіл волоського права. Голова адміністрації обирався громадою з членів привілейованого князівського клану.
Докладніше: Кнез (Волоський)

#### Присяжники
До складу громадського управління, крім голови сільської адміністрації (кнезя), входили також присяжники (присяжні). Обов'язки присяжних мали, головно, фіскальний характер. Присяжні оцінювали різні шкоди, збирали повинності та ін. Вони також були членами кнезських судів волоського права. Колегія присяжних у селах волоського права ніколи не перевищувала семи осіб. Якщо сліди злодія вели до села, то про це сповіщалось присяжного. Присяжний міг на вимогу однієї із сторін накласти арешт на спірну річ або особу.

#### Десятники
До їхніх повноважень у селах волоського права належав збір податків. У зв'язку із виконанням цих функцій вони могли звільнятися від обов'язку сплати чиншу. За розпорядженням вищої влади десятник скликав село на «громаду» (загальні збори громади). Окрім цього, десятник виконував поліцейські функції та функції судового виконавця. У супроводі присяжного (в окремих випадках самостійно) він обходив двори «децькуючи» і «грабуючи» (конфіскуючи рухомі речі) неспроможних або недобросовісних платників. У XVIII ст. заборонялось конфісковувати лише робочу худобу та робочий інвентар, без яких боржник не міг позбутися боргу. Кнез не мав права використовувати десятників для власних інтересів, оскільки десятник був громадським слугою, а не кнезським. Ю. Гошко вважає, що десятники — це залишки княжої військової організації, яка збереглася з часів Галицької Русі і вже у ХІІІ ст. мала адміністративний характер. Інститут десятників проіснував до XVIII ст.

#### Інші
Окрім цього, до сільської адміністрації могли входити карбівники (або шафари), «лісничі», мірочники, «виборці» (міг вживатись також термін «поборщики» або лемники), землеміри, а в більших селах волоського права — писарі. Лісничого, який виконував функції сторожа громадських лісів визначала громада. Карбівник вів облік «забору пива та горілки на державні інтереси», стежив за тим, щоб селяни не купували напоїв у корчмах інших сіл, щомісячно або щоквартально доставляв так звані «карби» (реєстри) пропоїв до замку. Такий карбівник був у кожному селі. Поборщики збирали різні збори. Їх могло бути декілька у одному селі. Кожен поборщик відповідав за свою ділянку роботи — збір поземельних зборів, збір з поголів'я худоби, чинш «з пустих полів» та ін. Кожен з них повинен був внести у громадську касу певну суму грошей. Окрім цього, в літературі згадується посада так званих «шалашників», які були зобов'язані надавати допомогу кнезю у здійсненні його повноважень. Кнез міг мати трьох таких шалашників.